# SBS Golf 2
SBS Golf 2 è un canale televisivo professionale di golf sudcoreano, proprietà di SBS Medianet, una divisione di Seoul Broadcasting System. È stato lanciato nel 1º aprile 2023.